# انل دیستریبوساو سائو پائولو
التروپائولو (به پرتغالی: Eletropaulo) یا ای‌ئی‌اس التروپائولو، شرکت برق برزیلی است، که در سال ۱۸۹۹ در شهر سائوپائولو تأسیس شد و در فاصله سال‌های ۱۹۸۱ تا ۱۹۹۹ انحصار برق‌رسانی را در ایالت سائوپائولو در اختیار داشت.
شرکت التروپائولو در حال‌حاضر برق‌رسانی، به بیش از ۵٫۸ میلیون خانوار (در حدود ۱۶٫۳ میلیون نفر) را در برزیل برعهده دارد و یکی از بزرگترین توزیع‌کنندگان انرژی الکتریکی در این کشور می‌باشد.
در حال حاضر با ظرفیت نصب شده‌ای بالغ بر ۴۳٫۰۰۰ مگاوات در سال، ۴۰٪ درصد از برق مورد نیاز کشور برزیل را تولید می‌نماید، همچنین مالک بیش از ۶۹٪ درصد از شبکه انتقال برق این کشور می‌باشد.
این شرکت هم‌اکنون دارای عملیات در کشورهای آنگولا، مراکش، بولیوی، آرژانتین، کاستاریکا، نیکاراگوئه، پرو، اروگوئه، ونزوئلا و کلمبیا می‌باشد.